# 금호아시아나그룹
금호아시아나그룹(錦湖아시아나그룹, Kumho Asiana Group)은 금호산업을 모기업으로 삼으며 금호타이어를 모체로 했던 대한민국의 재벌 기업 겸 기업 집단이었다. 본사는 서울특별시 종로구 우정국로 26 (공평동) 
 센트로폴리스빌금호리조에 있으며 한진그룹처럼 운송업이 그룹의 기반이지만, 아시아나항공, 에어부산, 에어서울, 금호리조트를 매각한 후 금호산업과 금호건설이 주축이 되었다. 나주 출신의 박인천이 1946년에 세운 광주택시(현재의 금호고속)가 그룹의 시점이다. 2006년 2월 그룹 창립 60주년을 맞아 20년 동안 사용해 오던 CI를 마감하고, 날개 모양을 단 새로운 CI를 선포하였다. 2020년 3월 금호아시아나그룹 이사회에서 아시아나항공을 HDC현대산업개발에 매각하기로 했으나, 코로나19로 인한 경기불황 및 인수 지연 등으로 인해 2020년 9월 11일 M&A 협상이 무산되었다. 결국 한국산업은행이 대한항공에 아시아나항공을 매각하기로 결정했고, EU와 미국 당국으로부터 기업 결합이 최종 승인되면서 아시아나항공은 금호아시아나에서 분리됐다.
본사는 2008년 종로구 신문로1가에 신축한 사옥을 이용했으나, 유동성 위기로 2018년에 도이치자산운용에 4,180억 원에 매각한 후 2019년 1월에 종각역 근처의 공평동 센트로폴리스 빌딩 A동으로 이전했다. 센트로폴리스의 20층에서 26층까지 7개층을 임차해서 사용 중이다. 옛 신문로1가 사옥은 콘코디언빌딩으로 개칭됐다.
2020년 12월 8일에 전략경영실을 해체하며 실질적으로 그룹 해체를 선언했다.
아시아나항공의 매각 작업이 끝난 직후인 2025년 2월 27일에 공정거래위원회가 금호아시아나를 대기업 집단에서 제외했다.

## 계열사

### 물류, 운송 및 건설 분야
- 금호고속
  - 금호익스프레스
- 금호건설
  - 충주보라매
  - 제2외곽순환고속도로
- 금호고속관광(경기법인 한정)[4]
- 금호티앤아이 - 매각예정

### 서비스 분야
- 금호아시아나문화재단
  - 금호아트홀
  - 금호미술관
- 학교법인 죽호학원
- 아시아나IDT - 매각예정

### 항공운송 분야
- 아시아나항공 - 매각예정
  - 에어서울 - 매각예정
  - 에어부산 - 매각예정
  - 아시아나세이버 - 매각예정
  - 아시아나에어포트 - 매각예정

## 과거 계열사
- 금호고속관광 (서울 전남 법인 한정으로 동부고속 파이오니아 컨소시엄에서 인수)
- 속리산고속 (동부고속 컨소시엄에서 인수)
- 금호타이어 (중국 더블스타에서 인수)
- 금호종합금융 (현 우리투자증권)
- 금호생명보험 (현 KDB생명보험)
- 대우건설 - 한국산업은행이 인수
- 금호에스티 (현 대우에스티)
- 금호환경기술 - LG전자가 인수 (현 하이엔텍)
- 대한통운 - CJ그룹이 인수 (현 CJ대한통운)
- 한국복합물류 (CJ그룹이 인수, 현 CJ한국복합물류)
- 금호알에이시(주) 금호렌터카 (KT에 인수되었다가 롯데그룹이 다시 인수, 현 (주)롯데렌터카)
- 금호전기 (1982년 박인천 창업회장 시절에 계열 분리)
- 서울고속버스터미널 - 신세계그룹이 인수
- 금호석유화학 (2008년 금호가 형제의 난 이후 2011년 4월 10일 금호석유화학을 포함한 화학계열이 모두 계열 분리 신청, 현재는 금호석유화학그룹으로 분리)
- 금호리조트 - 금호석유화학그룹이 인수

## 연혁
- 1946년 - 박인천이 광주택시를 창립함
- 1948년 - 광주여객자동차 설립
- 1959년 - 죽호학원 설립
- 1960년 - 금호타이어 설립
- 1970년 - 한국합성고무 설립
- 1972년 - 광주여객자동차, 광주고속으로 상호 변경
- 1973년 - 금호그룹 출범, 제 1대 박인천 회장 취임
- 1977년 - 금호문화재단 설립
- 1984년 - 제 2대 박성용 회장 취임
- 1988년 - 아시아나항공 설립, 취항
- 1990년 - 금호렌터카 설립
- 1993년 - 광주고속, 금호건설로 상호 변경
- 1996년 - 제 3대 박정구 회장 취임. 아주생명 인수
- 1999년 - 금호건설과 금호타이어, 금호산업으로 통합
- 2000년 - 금호생명보험이 동아생명보험 흡수 합병함
- 2001년 - 금호석유화학, 금호케미칼 흡수 합병
- 2002년 - 제 4대 박삼구 회장 취임
- 2003년 - 금호타이어, 금호산업에서 분할하고 법인 설립
- 2004년 - 그룹 명칭 변경 (금호그룹 → 금호아시아나그룹)
- 2006년 - 창립 60주년. 신 CI 제정. 대우건설 인수
- 2007년 - 금호종합금융이 우리금융그룹에 매각되어 2013년에 우리종합금융으로 사명 변경
- 2008년 - 대한통운 및 속리산고속 인수, 종로구 신문로1가에 그룹 사옥 신축
- 2009년 - 경영권 분쟁 발생. 제 5대 박찬법 회장 취임. 대우건설·금호에스티·금호환경기술, 금호아시아나 계열에서 제외, 이후 대우건설과 금호에스티를 한국산업은행에, 금호환경기술을 LG그룹에 매각
- 2010년 1월 - 금호아시아나, 금호타이어 워크아웃 실시 및 금호석유화학, 아시아나항공 자율협약절차 진행
- 2010년 3월 - 금호생명보험이 한국산업은행 계열로 편입, KDB생명보험으로 사명 변경
- 2010년 11월 - 제 6대 박삼구 회장 취임
- 2011년 4월 10일 - 금호석유화학, 금호피앤비화학, 금호미쓰이화학, 금호폴리켐, 금호개발상사, 금호티앤엘 여섯개의 화학부문 계열회사를 분리하여 금호석유화학그룹 출범.
- 2011년 7월 - 대한통운 지분 전량을 CJ그룹에 매각, CJ대한통운으로 사명 변경
- 2018년 - 신문로1가 사옥 매각
- 2019년 1월 - 종로구 신문로1가에서 공평동 센트로폴리스로 본사 이전.
- 2019년 3월 - 박삼구 회장 사임
- 2019년 4월 - 경영진, 아시아나항공을 포함한 5개 계열사 전면 매각 결정
- 2019년 12월 - 아시아나항공을 비롯한 8개 계열사를 HDC현대산업개발에 매각
- 2020년 9월 - 아시아나항공 및 8개 계열사 매각 무산. 6년만에 채권단 관리 체제로 편입.
- 2020년 12월 - 대규모기업집단 지정 제외, 전략경영실 해체
- 2021년 3월 31일 - 금호리조트 매각(금호리조트가 금호석유화학그룹 계열사로 편입함)
- 2021년 9월 7일 - 금호고속관광, 금호속리산고속 매각

## 위기

### 대우건설 인수
2006년 금호아시아나그룹은 새로운 성장 동력을 찾기 시작했다. 당시 박삼구 회장은 아시아나항공과 금호타이어를 글로벌 기업으로 육성하며, 석유화학과 금융을 기반으로 건설을 주력 업종으로 키우고자 했다.
금호아시아나그룹은 2006년 11월 한국자산관리공사와 대우건설의 주식매매 계약을 체결하여, 대우건설 주식 72.1%을 6조4천255억원에 인수하였고, 2008년 3월 대한통운을 4조1천40억에 인수하면서 거침없이 질주하게 되었다. 그러나 리먼 사태로 촉발된 글로벌 경제위기와 건설경기 불황으로 금호그룹이 유동성 위기를 겪게 되면서 2009년 6월 금호아시아나그룹은 산업은행과 재무구조개선약정을 체결하여 대우건설을 재매각하겠다고 발표했지만 이를 인수할 만큼 여력이 있는 곳은 많지 않았다. 이무렵 형제 사이에 금이 가기 시작하였는데, 박삼구 회장의 동생인 박찬구 당시 금호아시아나그룹 화학부문 회장은 2009년 3월 유동성 위기에 빠져 있던 금호산업 지분을 전량 매각하고 금호석유화학 지분을 대폭 늘려 그간 지분을 똑같이 쥐고 있던 형제간의 규칙을 깨뜨렸다.
2009년 7월 박삼구 회장은 동생 박찬구 회장을 해임하고, 박삼구 회장 본인도 경영 일선에서 물러나게 되었고, 그룹은 금호아시아나와 금호석유화학 2개로 쪼개지게 된다. 이어 서울고속버스터미널, 금호생명 매각 결정을 하는 등 재무구조 개선에 집중하게 되었지만 대우건설 재매각이 무산되면서, 2009년 12월 30일 금호산업과 금호타이어는 워크아웃을, 아시아나항공은 자율협약을 선언한다. 이듬해인 2010년 상반기 금호산업과 금호타이어는 채권단과 경영 정상화 양해각서(MOU)를 체결하고 구조조정에 들어가게 되면서 박삼구 회장이 경영에 복귀한다. 구조조정의 과정에서 대한통운을 CJ그룹에 매각하고 금호산업 자산인 금호고속, 서울고속버스터미널, 대우건설 등 주식을 패키지 딜로 매각한 것도 재무구조 개선에 큰 도움이 됐다. 이런 노력으로 2014년 10월 금호산업은 자본잠식에서 벗어나 워크아웃을 마쳤으며, 금호타이어와 아시아나항공도 12월도 워크아웃과 자율협약을 마치게 되었다.
2015년 2월 금호산업의 채권단은 금호산업의 지분 57.4%에 대한 매각공고를 내고 입찰에 들어갔다. 금호산업은 금호아시아나그룹의 지주사 격으로 아시아나항공의 지분 30.08%을 가진 최대주주이다. 따라서 금호산업을 인수하면 아시아나항공의 경영권이 추가로 발생하게 된다. .

### 아시아나항공 매각시도
2019년 4월 15일 금호아시아나그룹의 채무 자구안으로 아시아나항공의 매각을 결정하게 된다. 2019년 안에 금호아시아나그룹은 전체 채무의 일부인 1조 3000억원을 상환해야하지만, 총 채무가 8조원이어 현실적으로 상환이 불가능하자 아시아나항공의 매각을 결정하였다.
금호아시아나그룹은 지난 무리한 M&A가 과다한 부채의 원인으로 꼽히며, 2006년 대우건설 인수, 2008년 대한통운 인수 등 당시 무리한 인수 및 합병을 강행하였다. 당시 3조원 가량이었던 그룹 자본에 비해 무리한 인수를 강행하여 적자가 나기 시작하였다. 또한 항공기 운영방법에 따른 자금계산법도 원인으로 떠오르는데, 아시아나항공의 항공기의 90%가 리스 방식으로 운영되었다. 직접구매가 아닌 리스는 부채로 적용됨에 따라 부채가 기하급수적으로 늘어나게 되었다.
2020년 9월 11일, 최대주주인 금호산업과 주 채권인 한국산업은행은 아시아나항공 및 자회사의 매각을 HDC현대산업개발-미래에셋대우 컨소시엄에 M&A 계약 해제를 통보하였다. 산업은행은 아시아나항공에 2조 4,000억원의 기간산업안정기금 투입을 시작으로 경영정상화 방안을 본격 실행한 뒤 재매각에 나설 방침이다.

## 회장
- 1대 박인천(창업회장)
- 2대 박성용(명예회장)
- 3대 박정구
- 4대 박삼구(그룹회장) 박찬구(석유화학부문회장)
- 5대 박찬법
- 6대 박삼구 (2019년 3월 금호아시아나그룹 회장직 사임)
- 권한대행 이원태 (2019년 3월 전임회장인 박삼구 회장의 사임으로 권한대행 겸 부회장)

## 같이 보기
- 대한민국의 경제
- 대한민국의 재벌